# Onoclea hintonii
Onoclea hintonii är en pärlbräkenväxtart som först beskrevs av F. Ballard, och fick sitt nu gällande namn av Maarten J.M. Christenhusz. Onoclea hintonii ingår i släktet Onoclea och familjen Onocleaceae. Inga underarter finns listade.